# District de Lauzun
Le district de Lauzun est une ancienne division territoriale française du département de Lot-et-Garonne de 1790 à 1795.
Il était composé des cantons de Lauzun, Castillonés, Miramont, Montbahus, Saint Barthelemy, la Sauvetat, Soumenzac et Tombebœuf.